# USS Gillis (DD-260)
Za druga plovila z istim imenom glejte USS Gillis.
USS Gillis (DD-260) je bil rušilec razreda Clemson v sestavi Vojne mornarice Združenih držav Amerike.
Rušilec je bil poimenovan po komodorju Johnu P. Gillisu in kontraadmiralu Jamesu H. Gillisu.